# Zabłocie (przystanek kolejowy)
Zabłocie (ukr. Заболоття, ros. Заболотье) – przystanek kolejowy w miejscowości Bełz, w rejonie  szeptyckim, w obwodzie lwowskim, na Ukrainie. Leży na linii Rawa Ruska – Czerwonogród. Nazwa pochodzi od pobliskiej wsi Zabłocie.
Do 2024  w rejonie czerwonogrodzkim.